# Louis Portella Mbuyu
Louis Portella Mbuyu (Pointe-Noire, 28 luglio 1942) è un vescovo cattolico della Repubblica del Congo, dal 5 marzo 2020 vescovo emerito di Kinkala.

## Biografia
Nacque a Pointe-Noire, nel dipartimento di Kouilou e nell'arcidiocesi di Pointe-Noire, il 28 luglio 1942 da una delle famiglie più importanti, il clan Boulolo. Fratello di Aimé Gilles, colonnello in pensiero e ufficiale superiore dell'Aeronautica militare, fu ordinato sacerdote il 31 dicembre 1967 presso la cattedrale di San Pietro Apostolo in Pointe-Noire. Frequentò la Pontificia Università Gregoriana in Roma, dove ottenne un master in teologia spirituale, e prosegue gli studi a Parigi, dove si specializza in sociologia. 

### Ministero presbiterale
Tornò nella Repubblica del Congo e fu docente, prima presso il seminario minore di Notre-Dame in Loango e poi pressi il seminario maggiore in Brazzaville. Ne divenne poi il primo rettore congolese dal 1983 al 1989 e, al termine di questo mandato, fu nominato vicario generale di Pointe-Noire dall'arcivescovo Georges-Firmin Singha. Dal 2000 al 2001 è amministratore apostolico della diocesi di Nkayi.

### Ministero episcopale
Il 16 ottobre 2001 papa Giovanni Paolo II lo nominò vescovo di Kinkala, succedendo ad Anatole Milandou, trasferito all'arcidiocesi di Brazzaville. Il 6 gennaio 2002 fu consacrato vescovo presso la basilica di San Pietro in Vaticano da papa Giovanni Paolo II, co-consacranti gli arcivescovi Leonardo Sandri, sostituto per gli affari generali della Segreteria di Stato della Santa Sede, e Robert Sarah, segretario della Congregazione per l'evangelizzazione dei popoli. Il 10 febbraio successivo prende possesso della diocesi, alla presenza dell'arcivescovo metropolita di Brazzaville Anatole Milandou. Nel maggio 2006 fu eletto presidente della Conferenza Episcopale del Congo, incarico ricoperto fino al 25 aprile 2015. Venne sostituito dal vescovo di Nkayi Daniel Mizonzo.
Nell'ottobre 2007 si reca a Roma per la sua prima visita ad limina a papa Benedetto XVI, seguita da una seconda nel maggio 2015 a papa Francesco. Dal 5 al 26 ottobre 2008 partecipa alla XII assemblea generale ordinaria del Sinodo dei vescovi su La Parola di Dio nella vita e nella missione della Chiesa. Dal 4 al 25 ottobre 2009 prende parte invece alla II assemblea speciale ordinaria per l'Africa del Sinodo dei vescovi. 
Dopo la scomparsa di Ernest Kombo, il 22 ottobre 2008, fu nominato amministratore apostolico dell'arcidiocesi di Owando e, nel corso della nona assemblea dell'Associazione delle conferenze episcopali della Regione dell'Africa centrale, tenutasi a Libreville nel luglio 2011, fu eletto a capo di questa istituzione. Da settembre 2013 a luglio 2016 fu il primo vicepresidente del Simposio delle conferenze episcopali di Africa e Madagascar. Dal 5 al 19 ottobre 2014 partecipa al Sinodo dei vescovi sulle sfide pastorali della famiglia nel contesto dell'evangelizzazione, svoltosi in Vaticano. Il 4 febbraio 2018 celebrò il cinquantesimo anniversario della sua ordinazione presbiterale a Kinkala, alla presenza del nunzio apostolico Francisco Escalante Molina. Il 5 marzo 2020 papa Francesco accettò la sua rinuncia per raggiunti limiti di età, nominando suo successore Ildevert Mathurin Mouanga.

## Genealogia episcopale e successione apostolica
La genealogia episcopale è:
- Cardinale Scipione Rebiba
- Cardinale Giulio Antonio Santori
- Cardinale Girolamo Bernerio, O.P.
- Arcivescovo Galeazzo Sanvitale
- Cardinale Ludovico Ludovisi
- Cardinale Luigi Caetani
- Cardinale Ulderico Carpegna
- Cardinale Paluzzo Paluzzi Altieri degli Albertoni
- Papa Benedetto XIII
- Papa Benedetto XIV
- Papa Clemente XIII
- Cardinale Enrico Benedetto Stuart
- Papa Leone XII
- Cardinale Chiarissimo Falconieri Mellini
- Cardinale Camillo Di Pietro
- Cardinale Mieczysław Halka Ledóchowski
- Cardinale Jan Maurycy Paweł Puzyna de Kosielsko
- Arcivescovo Józef Bilczewski
- Arcivescovo Bolesław Twardowski
- Arcivescovo Eugeniusz Baziak
- Papa Giovanni Paolo II
- Vescovo Louis Portella Mbuyu

La successione apostolica è:
- Vescovo Ildevert Mathurin Mouanga (2020)

Nel corso del suo ministero episcopale, è stato co-consacrante principale di:
- Vescovo Yves Marie Monot (2008)
- Arcivescovo Miguel Angel Olaverri Arroniz (2013)
- Arcivescovo Bienvenu Manamika Bafouakouahou (2013)
- Vescovo Euzebius Chinekezy Ogbonna Managwu (2016)
- Arcivescovo Abel Liluala (2024)